# Ceriana brunettii
Ceriana brunettii är en tvåvingeart som först beskrevs av Shannon 1927.  Ceriana brunettii ingår i släktet griffelblomflugor, och familjen blomflugor.
Artens utbredningsområde är Pakistan. Inga underarter finns listade i Catalogue of Life.